# 晋东县
晋东县，中国旧县名。
太岳抗日根据地设。1943年由山西省晋城县（今晋城市泽州县）东部析置。以位县东得名。治所在今晋城市泽州县的柳树口、下东沟等地。1945年，晋城全县解放后撤销，仍并入晋城县（今晋城市泽州县）。